# Jan Locht
Jan Locht (født 1944 i Aarhus) var med til at stifte Bamses Venner, hvor han spillede trommer fra 1972-1979. Han var med i Fenders ca. 1979-1981; Fra 1982 til 1990 var han med i Østjydsk Musikforsyning.
Jan Locht spiller nu (stadig sammen med Anders Erboe fra Østjydsk Musikforsyning) i Mårslet Naturjazz.